# Arthur Graham
Pour les articles homonymes, voir Graham.
Arthur Graham est un footballeur international écossais, né le 26 octobre 1952, à Castlemilk (en), Glasgow. Évoluant au poste de milieu/ailier gauche, il est particulièrement connu pour ses saisons à Aberdeen, Leeds United et Manchester United.
Il compte 11 sélections pour 2 buts inscrits en équipe d'Écosse.

## Biographie

### Carrière en club
Natif de Castlemilk (en), Glasgow, il s'engage en 1969 avec Aberdeen et ne joua que 5 matches de championnat durant sa première saison. Il fut néanmoins titularisé par son entraîneur Eddie Turnbull pour la finale de la Coupe d'Écosse contre le Celtic. À 17 ans, mis pour la première fois véritablement sous le feu des projecteurs, il aida grandement son club à s'imposer 3-1 (et donc à remporter la compétition), en délivrant deux passes décisives.
Il resta à Aberdeen 8 saisons, y remportant aussi une Coupe de la Ligue écossaise en 1977. À cette date, et après 220 matches de championnat et 34 buts inscrits sous le maillot d'Aberdeen, il rejoint le championnat anglais et Leeds United dans un transfert d'un montant de 125 000 £. 
Il joua un total de 260 matches officiels pour 47 buts inscrits avec Leeds United (dont 223 en championnat pour 37 buts). Il inscrivit notamment un hat-trick le 14 janvier 1978 contre Birmingham City, devenant le premier joueur de Leeds United à le faire depuis 9 ans, toutes compétitions confondues.
Néanmoins, Leeds United connut la relégation en deuxième division à la suite de la saison 1981-82. Arthur Graham décida de rester pour aider son club à remonter en première division mais échoua à le faire dès la saison suivante. Leeds United accepta alors de le transférer à Manchester United pour 50.000£ en août 1983.
Il resta à Old Trafford pour deux saisons, y remportant une FA Cup, avant de terminer sa carrière à Bradford City en deuxième division pour deux saisons supplémentaires, mettant fin à sa carrière à 35 ans.
Depuis sa retraite sportive, il est devenu entraîneur-formateur pour jeunes à la Leeds United Academy ainsi que dans sa ville de Wetherby.

### Carrière internationale
Allan Brown reçoit 11 sélections en faveur de l'équipe d'Écosse. Il joue son premier match le 7 septembre 1977, pour une défaite 0-1, au Stade du Weltjugend de Berlin, contre la RDA en match amical. Il reçoit sa dernière sélection le 16 mai 1981, pour une défaite 0-2, au Vetch Field (en) de Swansea, contre le Pays de Galles en British Home Championship. Il inscrit 2 buts lors de ses 11 sélections.
Il participe avec l'Écosse aux éliminatoires de l'Euro 1980 et aux British Home Championship de 1979 et 1981. 

#### Buts internationaux
| no | Date        | Lieu                  | Adversaire      | Score final | Compétition               |
| -- | ----------- | --------------------- | --------------- | ----------- | ------------------------- |
| 1  | 22 mai 1979 | Hampden Park, Glasgow | Irlande du Nord | 1-0         | British Home Championship |
| 2  | 2 juin 1979 | Hampden Park, Glasgow | Argentine       | 1-3         | match amical              |

## Palmarès

### Comme joueur
- Aberdeen :
  - Vainqueur de la Coupe d'Écosse en 1970
  - Vainqueur de la Coupe de la Ligue écossaise en 1977

- Manchester United :
  - Vainqueur de la FA Cup en 1985